# Метт Мід
Меттью Гансен «Метт» Мід (англ. Matthew Hansen «Matt» Mead; нар. 11 березня 1962, Тітон, Вайомінг) — американський політик, що представляє Республіканську партію. 32-й губернатор штату Вайомінг (2011—2019).

## Біографія

### Ранні роки
Метт Мід народився в окрузі Тітон, Вайомінг у родині Пітера Бредфорда Міда і Мері Елізабет (уродженої Гансен, 1935–1996). Його дід, Кліффорд Гансен, був губернатором Вайомінгу і сенатором США. Мати Метта, досвідчена наїзниця, загинула, упавши з коня у національному парку Гранд-Тітон. Мід виріс у Вайомінгу. Має старшого брата Бредфорда Скотта «Бреда» Міда, що працює адвокатом, і старшу сестра Маффі Мід-Ферро, яка живе у Солт-Лейк-Сіті і є авторкою книги «Confessions of a Slacker Mom».

### Прокурор і вибори до Сенату
У 2001–2007 роках, під час президентства Джорджа Буша, Метт Мід був федеральним прокурором у Шаєнні. 2007 року Мід подав у відставку, щоб поборотися за крісло сенатора, що стало вакантним після смерті республіканця Крейга Томаса. Його відставка була обумовлена Законом Гатча 1939. Однак сенатором обрали Джона Баррассо, члена сенату штату Вайомінг від Каспера.

### Губернатор
На виборах, що відбулися 2 листопада 2010 року, Мід впевнено переміг Леслі Петерсена, колишнього голову Демократичної партії Вайомінгу.
Метт Мід переміг на праймеріз з результатом 30 272 голосів, обійшовши Ріту Меєр, яка набрала 29 558 голосів. Третє місце зайняв ранчер Рон Мічелі з Форт-Бриджера (27 592 голоси), а четверте — спікер Палати представників легіслатури штату Колін Сімпсон (16 673 голоси).

### Особисте життя

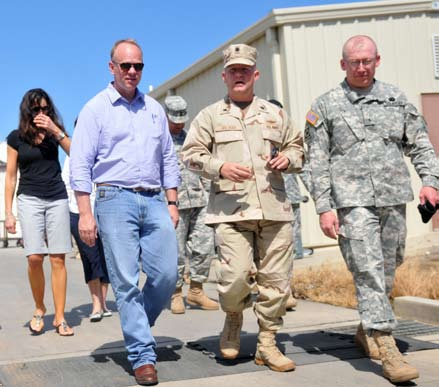
Метт Мід під час відвідування Гуантанамо

Метт Мід одружений з Керол Мід (уроджена Мінцер; нар. 1965), у них двоє дітей.